# Dean Geyer
Dean Stanley Geyer (Sudáfrica; 20 de marzo de 1986) es un actor y cantautor australiano. Es más conocido por haber interpretado a Ty Harper en la serie Neighbours y a Brody en la serie Glee.

## Primeros años
Geyer nació en Johannesburgo, Sudáfrica, como el mayor de tres hijos. Él tiene dos hermanas más jóvenes, Jess Geyer (ahora Jess Burns) y Tatum Geyer (ahora Tatum Prins), que comparten su interés en artes marciales. El interés de Geyer en la música comenzó temprano en su niñez. Aprendió a tocar la guitarra, y escribió su primera canción titulada "Change" que se basó en su traslado de Sudáfrica a Australia. Durante su vida escolar en Melbourne, Australia, él asistió a Melbourne High School - una entrada selectiva, una escuela de muchachos en South Yarra, Victoria.
En su audición de Australian Idol, él cantó una canción auto-compuesta llamada "Nice to Meet You".
En 2004, Geyer formó una banda llamada "Third Edge" y grabó su música original en Studio 52. Studio 52 le permitió a Geyer y su banda actuar en la noche de premios Kool Skools, pero solo recibieron una nominación.
Dean es cristiano y ha sido muy abierto sobre esta vocación en su vida especialmente durante sus días en Australian Idol.

## Carrera
Geyer audicionó para la cuarta serie de Australian Idol en su ciudad natal australiana de Melbourne. Después de cantar "Walking In Memphis" de Marc Cohn, Geyer interpretó una pieza auto-compuesta llamada "Nice to Meet You". Esta canción fue elogiada por los tres jueces, que votaron unánimemente para enviarlo al Top 100.
Geyer sobrevivió a las rondas de sacrificio en Sídney, donde el Top 100 se redujo a la Top 24. Él cantó "I Don't Wanna Be" por Gavin DeGraw para su rendimiento de eliminación, y más tarde realizó el éxito de U2 "Beautiful Day" con Chris Murphy. They became close friends and impressed the judges with their voices and their camaraderie. Geyer was the first contestant who was accepted by Idol into the top 100. On 28 May, Geyer was the second contestant voted into the top 12.
Se convirtieron en amigos cercanos e impresionaron a los jueces con sus voces y su camaradería. Geyer fue el primer competidor que fue aceptado por Idol en el top 100. El 28 de mayo, Geyer fue el segundo participante votado en el top 12.
La actuación de Geyer fue con la canción de Ryan Cabrera "On the Way Down" el 15 de octubre recibió un "touchdown" del juez Mark Holden. Su actuación Disco en la Final 8 de "Turn the Beat Around" incluyó un handspring delantero de Geyer al lado del escenario y un backflip al final de su actuación. En las semanas previas a la final de Australian Idol 2006, Geyer fue seleccionado por Mark Holden y ex Ídolo juez Ian Dickson como sus favoritos para ganar la competencia.
El 12 de noviembre, Geyer recibió un segundo Touchdown de Mark Holden después de su interpretación con la canción de Edwin McCain "I'll Be".  Aunque Geyer fue uno de los personajes más populares en las entrevistas detrás de las escenas en  Idol Backstage, fue eliminado de la serie el 13 de noviembre después de recibir la menor cantidad de votos de los televidentes tras perder ante la subcampeona Jessica Mauboy y eventual ganador, Damien Leith.

### 2006–09:RushyNeighbours
A las pocas semanas del final de la cuarta temporada de Australian Idol Geyer firmó un contrato de grabación de discos múltiples con SonyBMG Australia. Geyer trabajó con el productor musical Greg Wells nominado al Grammy Award y coescribió ocho de las trece canciones de su álbum de debut. En marzo de 2007 Geyer se presentó en el Celebrity Grand Prix de Melbourne, en el que los sencillos no fueron lanzados en ese momento. En abril de ese mismo año Geyer lanzó su sencillo de debut If You Don't Mean It que alcanzó su punto máximo en los ARIA Charts en el puesto #10. El álbum, registrado a principios de febrero, fue lanzado el 26 de mayo de 2007. El 26 de mayo de 2007 Geyer lanzó su esperado primer álbum Rush que debutó y alcanzó el puesto # 7 en el ARIA Charts y recibió críticas mezcladas de los críticos. A pesar de una exitosa primera semana, el álbum rápidamente salió de las listas debido a la poca promoción y ningún segundo solo previsto. Inicialmente Geyer fue para apoyar a Young Divas en su gira nacional de Australia, pero se retiró en lugar de promover Rush en varias apariciones en la tienda y fichajes. Más tarde ese año Geyer apoyó a ARIA The Veronicas en Hook Me Up en su Australian Tour. En marzo de 2008 Geyer retrató el papel de su entonces novia Lisa Origliasso en el video musical This Love. Ese mismo año SonyBMG dejó a Geyer debido al bajo rendimiento de Rush.
En noviembre de 2007, Jonathon Moran de The Daily Telegraph informó que Geyer se había unido al elenco de la telenovela de larga data Neighbours. Geyer retrató el papel de Ty Harper un aspirante a músico que había abandonado la escuela de leyes y se trasladó a Erinsborough. Geyer trabajó con el director de teatro de Mike Bishop durante cuatro meses para ayudar a prepararse para el papel y tomó clases vocales para trabajar con su acento sudafricano. El 27 de marzo de 2008, Geyer hizo su debut en la pantalla de críticas mixtas de la crítica. Geyer notablemente realizó un dueto con su coestrella Caitlin Stasey titled "Unforgettable", que alcanzó el puesto # 40 en el ARIA Downloads Chart. En noviembre de 2008 después de ocho meses en Neighbours anunció que él dejaba la serie para renovar su carrera de la música. The following month Geyer filmed his final scenes which aired in April 2009.

### 2010–presente: Carrera internacional
En octubre de 2010, se anunció que Geyer haría su debut cinematográfico en Never Back Down 2: The Beatdown la secuela de la película de 2008 Never Back Down. Geyer retrata el papel de Mike Stokes un exluchador de secundaria que compite en MMA. La filmación comenzó en septiembre de 2010 en Luisiana con un presupuesto de $3 millones. La película fue filmada en el curso de cuatro semanas con los ensayos comenzando durante dos semanas. En abril de 2011, la película estrenó el festival de cine ActionFest. La película fue lanzada en directo a DVD en septiembre de ese mismo año recibió críticas mezcladas de los críticos. En julio de 2011, Geyer hizo su debut en la televisión estadounidense en el drama de VH1 Drama television series Single Ladies. En 2012, Geyer mantuvo un papel principal-recurrente en Fox por Steven Spielberg produjo la serie de televisión del drama de la ciencia ficción Terra Nova.
En julio de 2012, Geyer fue anunciado haber ido elegido en un papel recurrente en la cuarta temporada de la serie de televisión de drama y comedia musical de Fox Glee. Geyer retrató el papel de Brody Weston que se involucra con la protagonista de la serie Rachel Berry (Lea Michele) que ambos asisten a NYADA. Geyer hizo su primera aparición en Glee en el episodio estreno de la serie "The New Rachel" que se emitió el 13 de septiembre de 2012 con 7.41 millones de espectadores.
En 2015, Geyer interpretó a Daniel en la película Landmine Goes Click, junto a Sterling Knight y Spencer Locke. Él también será el protagonista de las películas, Rehearsal, con Bruce Greenwood, Don't Wake Mommy y The Sand, todas lanzadas en 2015. Geyer está también en la producción para la televisión de crimen y drama, Shades of Blue, protagonizada por Jennifer Lopez. Aparecerá en 3 episodios.

## Vida personal
Geyer comenzó una relación con Lisa Origliasso del dúo australiano The Veronicas que él conoció en 2007 ARIA Awards. En abril de 2008, Origliasso anunció públicamente que ella y Geyer estaban comprometidos. Sin embargo, el compromiso se canceló más tarde debido a los compromisos de trabajo.
En 2010, comenzó a salir con la actriz estadounidense Jillian Murray. Anunciaron su compromiso el 18 de diciembre de 2016.

## Filmografía
| Años | Título                          | Rol              | Notas                                       |
| ---- | ------------------------------- | ---------------- | ------------------------------------------- |
| 2011 | Never Back Down 2: The Beatdown | Mike Stokes      |                                             |
| 2015 | Landmine Goes Click             | Daniel           |                                             |
| 2015 | The Sand                        | Jonah            |                                             |
| 2016 | Don't Wake Mommy                | Brad             | Post-production                             |
| 2016 | Rehearsal                       | Blaise Remington | Posproducción                               |
| 2023 | Zoey 102                        | Todd             | Elenco Principal, película de TV Paramount+ |

| Año       | Título                                | Rol                  | Notas                                                  |
| --------- | ------------------------------------- | -------------------- | ------------------------------------------------------ |
| 2006      | Australian Idol                       | El mismo/Concursante | Australian Idol; 3° lugar                              |
| 2007      | Saturday Disney                       | Él mismo             | "Environmental Superheroes" "Keep Australia Beautiful" |
| 2008–2009 | Neighbours                            | Ty Harper            | Elenco principal; 244 episodios                        |
| 2011      | Single Ladies                         | Gabe                 | "Everything Ain't What It Seems" (temp. 1, ep. 10)     |
| 2011      | Terra Nova                            | Mark Reynolds        | Recurrente; 12 episodios                               |
| 2012–2013 | Glee                                  | Brody Weston         | Recurrente 14 episodios, (temporada 4) serie de TV FOX |
| 2016      | Shades of Blue                        | Nick Davis           | Recurrente; 1 episodio                                 |
| 2016      | I'm a Celebrity...Get Me Out of Here! | Él mismo             | temp. 2, ep. 1                                         |

## Discografía

### Álbumes
| Álbum                               | AUS |
| ----------------------------------- | --- |
| Rush - Released: 26 de mayo de 2007 | 7   |

### Sencillos
| Año  | Sencillo                             | AUS           | Álbum |
| ---- | ------------------------------------ | ------------- | ----- |
| 2007 | "If You Don't Mean It"               | 10            | Rush  |
| 2008 | "Unforgettable" (con Caitlin Stasey) | 40 (Descarga) | N/A   |

## Premios y nominaciones
| Año  | Resultado | Premiación                                               | Categoría                    | Nominado(s)                    |
| ---- | --------- | -------------------------------------------------------- | ---------------------------- | ------------------------------ |
| 2004 | Ganadora  | TREV Awards (Tertiary Recreation Entertainment Victoria) | Best Acoustic Act            | James Dean (Dean Geyer's Band) |
| 2009 | Ganadora  | Nickelodeon Australian Kids' Choice Awards               | Fave Hottie                  |                                |
| 2009 | Nom       | Logie Awards of 2009                                     | Most Popular New Male Talent | Neighbours                     |